# Шкуро Андрій Григорович
Андрі́й Григо́рович Шку́ро (7 (19) січня 1886, станиця Пашківська, Кубань — 16 січня 1947, Москва) — кубанський козак, первісно прізвище звучало як Шкура, командувач Кубанського козацького війська Кубанської Народної Республіки, генерал-лейтенант Кубанської армії, голова резерву козачих кубанських військ Вермахту.

## Дитинство й юність
Народився у родині кубанського козака Григорія Шкури (пізніше, в 1918-му, в документах прізвище Андрія стало писатися як «Шкуро»).
Своє раннє дитинство Андрій провів біля Катеринодара, в станиці Пашківській. Спочатку хлопець навчався в Ставропольському комерційному училищі та його бурхлива натура вимагала військової долі. І 1896-го, коли Андрієві виповнилося 10 років, його відправили до Москви в 3-й кадетський корпус. І тут, попри суворі закони, виявилася його неспокійна, войовнича натура.
В жовтні 1905 року він став одним із організаторів бунту в кадетському корпусі. Андрій емоційно читав перед своїми однокласниками власні вірші, в яких засуджував начальство. І його поетичне слово перевтілилося в дію: кадети поламали парти і лавки, побили лампи, розігнали педагогів, розгромили квартиру директора кадетського корпусу. Закінчилося все тим, що головних заколотників, серед них і Андрія, було виключено з корпусу. І все ж російське військове начальство виявило гуманізм, чи радше, розсудливість, і за місяць Андрію дозволили відновити навчання. Успішно завершивши кадетський корпус, він поступив до Миколаївського кавалерійського училища, про яке мріяв із дитинства.

## Військова кар'єра
В травні 1907 р. Андрій Шкура став офіцером. Наказ про це він отримав особисто з рук імператора Миколи II, який і змінив з естетичних міркувань його прізвище на «Шкуро». Невдовзі пашківський козак вже воював у Персії, проти племені шахсевен, яке боролося за свою свободу. Звісно, що і це плем'я, як й інших борців за свободу, називали розбійниками і бандитами. Так пішов Андрій шляхом свого батька, який у 1880-х роках брав участь у походах проти, як тоді казали, «немирних горців». Під час карної експедиції до Персії Андрій відзначився — і отримав свою першу нагороду — орден Станіслава 3-го ступеня. У Першій Світовій війні Андрій Шкуро брав участь від самого початку. Воював у Галичині і в першому ж бою отримав поранення, за що був нагороджений орденом Святої Анни 4-го ступеня.
Нащадок запорожців був палким противником оборонних дій. Його стихією стала партизанщина з її несподіваними — і підступними — нападами. Вже в роки Першої світової війни створив свій перший партизанський відділ, який спеціалізувався на диверсіях у запіллі ворога. Його було сформовано виключно з кубанців. І називався він Кубанським особливим кінним загоном. Відділ швидко уславився зухвалими нападами на запільні відділи ворога, штаби німецьких частин. Із рейдів кубанці приводили сотні полонених німців та австрійців.
Під час боїв Андрія Шкуро кілька разів було поранено, а одного разу контужено. За героїзм його нагородили Золотою георгіївською зброєю, представили до Георгіївського хреста.

## Повернення на Кубань
Після Лютневої революції російська армія почала деморалізуватись і розвалюватись. Андрій Шкуро, щоб зберегти свій загін, повернувся з ним на Кубань. Невдовзі його було обрано делегатом Кубанської крайової ради. Та активної участі в її діяльності він не взяв. Спочатку на перешкоді став тиф, а потім війна за визволення Кубані. Повстання проти совєтської влади він розпочав у Баталпашинській окрузі, маючи за плечима лише загін у 25 вершників.
Успіхи Андрія Шкуро були вражаючими від самого початку. В основі небувалих військових перемог над червоними лежала його особиста хоробрість, віра в свою зірку, амбітність та авантюризм. 1918 року на Північному Кавказі він визволив від більшовиків Ставрополь, Єсентуки, Кисловодськ, П'ятигорськ, Мінеральні Води, Владикавказ, Нальчик.
Козаки охоче йшли до частин уславленого командира. Магія його імені призвела до того, що партизанський загін дуже швидко виріс у бригаду, а потім у дивізію повного складу. Однією з важливих причин його перемог було те, що він зумів опоетизувати бойову діяльність «романтикою козацького минулого».
Величезне враження на ворогів і друзів Андрія Шкуро справляла так звана «вовча сотня» (його особиста охорона), яка йшла до бою з прапором, на якому було зображено вовчу голову на чорному тлі. Козаки цієї сотні були вдягнені в шапки з вовчого хутра. Вони мали особливий бойовий клич, подібний до вовчого виття і на вітання командира відповідали вовчим підвиванням.
Внаслідок постійних успіхів, ім'я цього невисокого зростом командира вимовляли з пошаною та обожнюванням. Про нього складались легенди та пісні. Ось одна з них:
А у перших рядах: Ой, та сам Шкуро,
Гей, на конику він вихиляється,
Своїм військом вихваляється:
Ой, та в мене військо,
Ой, та все кубанське: Та ще й сотня Бургустанська…

## Добровольча армія
Коли Андрій Шкуро з'єднався із Добровольчою армією і підпорядкувався її головнокомандувачу Антону Денікіну, перед кубанцями швидко поставили завдання виходити на «велику московську дорогу», тобто йти на Москву, щоб скинути більшовиків. Багато кубанців дивилося на Андрія Шкуро. Як вчинить він?
Якби Шкуро закликав козаків залишатися на Кубані для її охорони, немає сумніву, що доля його батьківщини пішла б іншим, не московським шляхом. Та всеросійська слава, як видно, запаморочила йому голову і він вказав своїм землякам шлях на Москву. Витворилась дивна ситуація: козаки, які в масі своїй були кубанськими республіканцями, склали хребет армії запеклого російського монархіста Антона Денікіна.
Шлях на Москву лежав через Україну. І тут удача довгий час не залишала Андрія Шкуро. Він відбив у червоних Горлівку, Юзівку (тепер Донецьк), Дебальцеве, Синельникове. Воював і проти махновців. Захопив їхнє Гуляй-Поле. Під Горлівкою взяв у полон 5000 червоних, у Воронежі — 13 тисяч, під Старим Осколом — 35000.
У складі Добровольчої армії Андрій Шкуро командував козацькою бригадою, дивізією, а від травня 1919 р. — кінним корпусом. Очолював він і Західний фронт Добровольчої армії.
Пізніше Денікін призначив його командувачем Кубанської армії, але в цей час авторитет Андрія Шкуро серед кубанців різко впав — адже він завів земляків під дурного хату, закликаючи визволяти Росію від більшовизму, яка зовсім не хотіла від цього більшовизму визволятися. Через національну інфантильність Андрія Шкуро десятки тисяч козаків загинуло або скалічилось у війні за чужі інтереси.
Коли більшовики притисли деморалізовану Кубанську армію до Чорного моря, серед кубанців закружляли чутки, що в Україні почав бити більшовиків Петлюра, що його війська визволили від червоних Одесу, Миколаїв та Херсон. Як і 1918 року, кубанці чекали порятунку з України. Вони вже забули, що заподіяли своїй Прабатьківщині в складі денікінської армії.
Думав свою думу і командувач Кубанської армії Андрій Шкуро — він почав розпитувати козаків, яких вважав за «петлюрівців», «чи не можна було б, дійсно, як не-будь перехопитися на Україну. Адже він, Шкуро… нащадок чубатих запорожців і нічого не мав би проти, щоб разом із Петлюрою відновити Січ». Та було вже пізно для України.

## Еміграція та початок Другої світової війни

На суді у Москві. Перший ряд, зліва направо: Петро Краснов, Андрій Шкуро, Султан-Гірей Клич

Ставши на початку 1920 р. емігрантом, Андрій Шкуро жив у Парижі та Югославії. Колишній командувач фронтом очолював тепер групу козаків, які виступали в цирках із кінними номерами. В еміграції Андрій Шкуро багато чого переосмислив.
З початком Другої світової війни були розбуджені старі надії козаків про перемогу над більшовизмом. 1941 року в Хорватії з ініціативи українських націоналістів почав формуватися полк добровольців. Кубанські козаки, значна частина яких осіла в Сербії, довідались про це і вислали своїх представників. Саме через них українські націоналісти і передали Андрію Шкуро, який на той час формував козацьку дивізію, відозву голови ОУН Андрія Мельника. 19 серпня 1941 р. Андрій Шкуро у відповідь на це звернення пише листа голові Проводу українських націоналістів. У ньому, зокрема, зазначалося: «Я, Андрій Шкуро, генерал-поручник Кубанського Козачого Війська, зголошую готовність стати під прапори Українського Націоналізму… На це моє рішення вплинули такі обставини: …часи, що їх тепер переживаємо, покладають на всіх українців обов'язок скупчення всіх творчих сил під одним проводом у боротьбі з відвічним ворогом Української Нації для виборення її суверенного державного життя в усіх її етнографічних границях…» .
На це рішення Андрія Шкуро вплинуло і жахливе становище кубанських емігрантів у Сербії та бажання козацької верхівки в Сербії «повести козацтво визволяти Батьківщину». Козацька старшина доручила Андрію Шкуро розпочати переговори з Андрієм Мельником «у справі включення козацтва до активної боротьби з московським більшовизмом у складі української самостійної формації, а коли це неможливо, то у складі козацьких частин у складі німецького, або хорватського війська». «Нашим безумовним бажанням, — писав Шкуро, — (є) вжити нас в операціях тільки на українських етнографічних територіях». «Про все це договорився я з Вашим уповноваженим представником… — закінчував свого листа Андрій Шкуро Андрієві Мельнику, — і складаючи оцим мою чолобитню, підтверджую своїм власноручним підписом. Слава Україні!»…
Та планам галичанина Андрія Мельника і кубанця Андрія Шкуро не судилося здійснитися.
Разом з колишнім Донським отаманом Красновим приступив до формування козацьких частин, союзних німецькому вермахту. У 1944 році спеціальним указом Гіммлера Шкуро був призначений начальником Резерву козацьких військ в Берліні, Празі та інших містах. Козаки Шкуро виконували охоронні функції та боролись з партизанським рухом у Югославії.

## Видача СРСР

Андрій Шкуро на суді після оголошення вироку

У 1945 році усупереч рішенню Ялтинськой конференції, згідно з яким британський уряд зобов'язався видати після закінчення війни Радянському уряду всіх переміщених осіб, що були громадянами СРСР на 1939 рік, англійські війська інтернували Шкуро та інших козаків-емігрантів, які ніколи не були громадянами СРСР, на територію Австрії. Потім англійці, які 1919 року урочисто нагородили Андрія Шкуро від імені Його Королівської Величності орденом Лазні — «за заслуги в боротьбі з більшовиками, як зі світовим злом» — віддали його з ще 25000 козаками та їх родинами на вірну смерть тим же більшовикам (див. Видача козаків у Лієнці).
17 січня 1947 року Андрія Шкуро, який не був громадянином СРСР, разом із колишнім донським отаманом, 77-ми літнім письменником Петром Красновим, кубанським воєначальником Султан-Килич Гиреєм та іншими за вироком Військової колегії Верховного Суду повісили на Луб'янці в Москві.
Це було зроблено незважаючи на те, що британський МЗС заявив про видачу СРСР лише радянських громадян (у сенсі до 1 вересня 1939). До речі, українські вояки дивізії «Галичина» не були видані СРСР саме тому, що вони за старими кордонами вважались польськими громадянами.

## Нагороди
- Орден Святого Станіслава 3-го ступеня з мечами і бантом
  - орден (1907)
  - мечі і бант (31 березня 1917)
- Орден Святої Анни
  - 4-го ступеня з написом «За хоробрість» і Аннинська зброя (4 січня 1915)
  - 3-го ступеня з мечами і бантом (2 квітня 1915)
- Георгіївська зброя (5 травня 1915)
- Орден Святого Володимира 4-го ступеня з мечами і бантом (20 травня 1917)
- Хрест «Порятунок Кубані» 1-го ступеня (грудень 1919)
- Орден Лазні, лицар-командор (Британська імперія; 1919)

## Переклади книг українською
- Андрій Шкуро. Записки кубанського партизана / пер. з рос. Дмитро Дудка. — К. : Пропала грамота, 2020. — 252 с. — ISBN 9789669798015.